# Пушкаш арена
Пушкаш арена (мађ. Puskás Aréna) јесте фудбалски стадион у 14. округу (Зугло) Будимпеште, главном граду Мађарске. Изградња стадиона је започета 2017. године, а завршена је до краја 2019. Комплетан стадион је има капацитет од 67.215 места. УЕФА му је доделила четири звездице. Стадион је изграђен на месту некадашњег Стадиона Ференц Пушкаш чије је рушење завршено у октобру 2016. Оба стадиона су добила назив у част бившег капитена репрезентације Ференца Пушкаша.

## Историја
У 2011. години, када је првобитно планиран буџет, цена изградње новог стадиона износила је 35 милијарди мађарских форинти. Међутим, касније, Ласло Виг је 26. јуна 2014. године рекао да ће изградња новог стадиона коштати 90-100 милијарди мађарских форинти.
Дана 1. августа 2014. Немзети шпорт кезпонт (Национални спортски центар) представио је коначну визију новог мађарског националног стадиона. Мађарски архитекта Ђерђ Скардели, који је био пројектант оближње затворене арене, Ласло Пап Будапешт шпорт арене, показао је своје првобитне планове који нису укључивали рушење првобитног стадиона
Касније 19. септембра 2014. УЕФА је одабрала Будимпешту за домаћина три утакмице групне фазе и једне утакмице осмине финала на УЕФА Еуро 2020.
Дана 19. септембра 2014. године Шандор Чањи, председник Мађарске фудбалске федерације, рекао је да је чињеница да Будимпешта може бити домаћин УЕФА Еуро 2020. велико достигнуће мађарске спортске дипломатије.
Дана 23. фебруара 2017, Јанош Лазар, министар премијерске канцеларије Мађарске, рекао је да ће цена стадиона порасти на 190 милијарди мађарских форинти са претходно процењених 100 милијарди. Тренутни буџет од 190 милијарди мађарских форинти (610 милиона евра) је много више од 100% првобитних процена трошкова и далеко је скупљи од стадиона сличне величине у Европи као што су Алијанц арена у Минхену или ФК Арсеналов Стадион Емирејтс.
Године 2014, оригинални дизајн новог стадиона Пушкаш Ференц проглашен је за најбољи дизајн од стране Стадиумдб.ком који је употпунио маштовит дизајн који је укључивао повишену стазу за трчање која је гледала на терен и имала поглед на обрисе града. Међутим, у време изградње два покушаја да се исече непотребни елементи из пројекта смањила су дизајн тако да буде фокусиран на фудбал због огромне инфлације буџета за изградњу и жеље мађарског премијера Виктора да изгради нови атлетски стадион у Будимпешти, која би послужила за будућу понуду за Летње олимпијске игре.
Дана 29. јуна 2018. године отворен је Центар за посетиоце стадиона Пушкаш Ференц. Балаз Фурјес, министар задужен за Будимпешту и њену агломерацију, рекао је на отварању центра да ће нови стадион бити више од стадиона. Био би то вишенаменски стадион на коме се могу одржавати и концерти и конференције. Такође је рекао да је пожељно да стадион буде домаћин финала УЕФА Лиге шампиона 2021. године.
Дана 14. децембра 2018. године објекат је посетио Удружење новинара Мађарске (на мађарском:Magyar Sportújságírók Szövetsége) и чланови одељења за комуникације Мађарске фудбалске федерације.
Сва седишта су постављена до 2. октобра 2019. године.
У новој арени постављен је систем безготовинског угоститељства. У арени се прихватају само тач картице или НФЦ.
Око новог стадиона створено је само 500 паркинг места. Због тога је препоручљиво доћи до арене јавним превозом.